# 第18機甲師団 (シリア)
第18機甲師団はシリア・アラブ陸軍(SAA)の2つある自律予備役師団の一つ。もう一つは第17師団である。

## 組織
シリア・アラブ陸軍の最も小規模の師団で約7000人の人員を擁する。
同師団の組織は以下の部隊で構成されている:
- 第131、第134及び第167機甲旅団
- 第120機械化旅団
- 第64砲兵連隊

## 歴史

### シリア内戦
同師団は2013年の夏まで予備役的役割であったが、それ以降はシリア内戦に深く関与するようになった。
欧州理事会は2011年11月15日の『欧州連合の公式ジャーナル(Official Journal of the European Union)』において第18機甲師団の司令官としてWajih Mahmud少将を名指しし、彼をホムスでの暴力行為により制裁した。国際戦略研究所(IISS)のヘンリー・ボイドは以下のように指摘している：「ホムスでは、第18機甲師団は特殊部隊ユニットとマーヘル・アル＝アサドの事実上の指揮下にある第4機甲師団の一部の増援を受けていた」。
8月13日、Rashdin郊外のデリゾール市で軍が民兵から市を解放しようとしたことで衝突が起こった。反体制派は先に市内の病院を攻撃していたが、死傷者は報告されていない。al-Jbeila、Hawiqa及びSina'a近郊での衝突で反体制派4人が殺害された。
8月20日時点でバアス党地方本部を含むHawiqa西部近郊が反体制派の手に落ちた。反体制派はHawiqaの戦闘で政府軍の兵士160人と数十人の反体制派が死亡したと主張した。政府軍は報復としてJouraとGhazi Ayyash地区の自軍の拠点から反体制派を爆撃した。最近カタールから地対空ミサイルを供与された自由シリア軍の関連組織「Ahfad al-Rasul旅団」はHawiqa制圧において重要な役割を担った。
同日に軍はHawiqa地区の反体制派勢力を戦車と複数のロケットランチャーで攻撃し、Joura地区のHawiqaから離れた地域でも彼らと戦ったと都市の反体制派の情報源は語った。政府軍はHawidaはJouraにある最重要の要塞と軍のキャンプの間近であり、反体制派を近づけさせる余地などなかったことでHawidaの奪還を試みた。市内の空軍諜報部と軍情報部の２つの重要な治安施設もGhazi Ayyash地区付近に位置しており、反体制派のRPGの射程圏内にあった。

## 関連リンク
- シリア国民防衛隊(NDF)
- 第17予備役師団
- 共和国防衛隊